# Djha en de juwelier
Djha en de juwelier is een volksverhaal uit Marokko.

## Het verhaal
Djha wil een sieraad geven voor de verjaardag van zijn vrouw. Ze vertelt dat ze graag een gouden enkelband wil hebben en Djha leent 400.000 van een vriend. De juwelier vraagt 400.000 voor een enkelband van 100.000 en Djha koopt het. Djha komt na twee dagen terug en vertelt dat zijn vrouw nog een enkelband wil, hij moet er precies hetzelfde uitzien. De juwelier heeft echter niet eenzelfde exemplaar, maar Djha vertelt nu 600.000 te willen betalen. Djha stuurt zijn vriend de volgende dag met de enkelband naar de juwelier en deze betaalt 500.000. Djha geeft de geleende 400.000 terug en koopt van de andere 100.000 een enkelband bij een andere juwelier.

## Achtergronden
Djha of Djiha is een persoon die in veel volksverhalen in Noord-Afrika en het Midden-Oosten voorkomt. In Egypte heet hij Goha en in Turkije Nasreddin Hodja. Het is een slimme jongen die zich onnozel voordoet om machthebbers en rijken te foppen. Het is de ware wraak van het gewone volk op de heersende klassen.